# Danmark under VM i banecykling 2016
Danmark konkurrerede under VM i banecykling 2016 i Lee Valley VeloPark i London, Storbritannien fra 2. til 4. marts 2016. Et hold med 9 cykelryttere (1 kvinde, 8 mænd) blev annonceret at skulle repræcentere Danmark i konkurrencen.

## Resultater

### Mænd
| Navn                                                                               | Konkurrence           | Resultat                    | Placering |
| ---------------------------------------------------------------------------------- | --------------------- | --------------------------- | --------- |
| Lasse Norman Hansen Frederik Madsen Rasmus Quaade Casper von Folsach Rasmus Quaade | Holdforfølgelse, mænd |                             | 3         |
| Alex Rasmussen Jesper Mørkøv                                                       | Parløb, mænd          | 2 points (-2 omgange efter) | 12        |

Kilder

### Kvinder
| Navn              | Konkurrence | Resultat   | Placering |
| ----------------- | ----------- | ---------- | --------- |
| Amalie Dideriksen | Omnium      | 119 points | 10        |

Kilder